# Justicia desertorum
Justicia desertorum är en akantusväxtart som beskrevs av Adolf Engler. Justicia desertorum ingår i släktet Justicia och familjen akantusväxter. Inga underarter finns listade i Catalogue of Life.